# District d'Ariyalur
Le district d'Ariyalur (tamoul : அரியலூர் மாவட்டம்) est un des 32 districts du Tamil Nadu en Inde.

## Géographie
Son chef-lieu est la ville d'Ariyalur.

Au recensement de 2011, sa population était de 754 894 habitants pour une superficie de 1 940 km2.
C'est le troisième district le moins peuplé du Tamil Nadu après les districts de Perambalur et des Nilgiris.